# Dobrakutya vára
Dobrakutya vára (horvátul: Utvrda Dobra kuća), vár Horvátországban, Dobrakutya területén.

## Fekvése
A Papuk-hegység délnyugati részén Dobra Kuća településtől keletre, a 326 méter magas Gradina nevű hegy tetején található.

## Története
A várat a 14. század elején építhették, valamivel később, mint a közeli Szaploncát. Okiratban először 1335-ben említették meg, amikor az „új” Litva várát Károly Róbert a Dobrakutyai nemzetségnek adományozta, cserében Dobrakutya váráért. A középkorban a vár a vidék legjelentősebb erősségei közé tartozott, élénk központja volt az akkoriban nagyon eleven és gazdag tájéknak és ennek okán nagyon sűrűn felemlítették. 1335 után a vár királyi birtok volt, csak miután I. Lajos király letörte a Kurjaković-ok túlhatalmát, tűnik fel Kurjaković György mint Dobrakutya várnagya. Ezután a király a boszniai Grebenért cserébe Dobrakutyát a Horvátiaknak adta. Később a vár a Nelipichek birtokába került. Később Hampó Ernuszt pécsi püspöké lett, majd 1480 után a kevendi Székelyek kezén volt. A törökök 1542-ben foglalták el és a várban 30 fős helyőrséget tartottak. A törökök kiűzése után ez a vár is elhagyatva romlásnak indult.

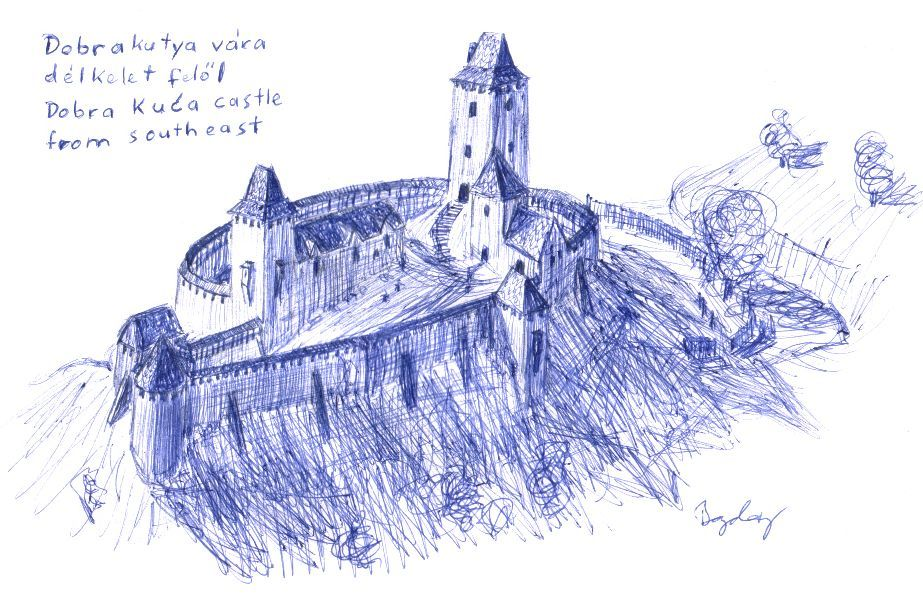
Dobrakutya várának rekonstrukciós rajza

## A vár mai állapota
A falutól keletre a Papuk hegység délnyugati részén található az azonos nevű középkori várrom, mely egy sánccal kettévágott hegynyereg végén lévő, kúp alakú 300 méteres tengerszint feletti nagyságú sziklacsúcson található. A közeli Szaplonca várával ellentétben a romok itt csak közvetlen közelről tűnnek fel. Központi része a legmagasabban fekvő helyen épített öregtorony, melynek déli része az egykori várudvarra dőlt. Bejárata az első emeleten volt, de ablakai csak az egyik oldalon voltak. Mintegy két méter vastagságú falaival ez a vár legerősebb és a legjobb minőségben megépített része. A várba keletről lehetett bejutni, a bejáratot a ma már nem álló kaputorony védte. A kaputól balra volt a várpalota, melynek romjai ma sűrű bozóttal vannak benőve. Az alatta elhelyezett pincéknek a boltozata részben ma is látható. A várudvar közepén ciszterna volt. A külsővár falai az öregtoronytól futottak körbe. A várat kívül északról sánc védte, nyugaton szakadék, keleten pedig egy mély patakmeder fogta közre.